# Red Stripe
La Red Stripe è una birra giamaicana, del tipo lager non gasata. Viene prodotta dalla Desnoes & Geddes Limited, che originariamente era una ditta di soft drink fondata a Kingston il 31 luglio 1918, da Eugene Peter Desnoes e Thomas Hargreaves Geddes, entrambi nativi dell'isola. Ha una gradazione alcolica di 4.7% vol.

## Storia
La prima Red Stripe fu prodotta nel birrificio Surrey nel 1928, e si trattava di una birra ale, troppo forte per poter essere apprezzata in Giamaica. L'attuale lager fu prodotta per la prima volta nel 1938 da una ricetta di Paul H. Geddes (il figlio del fondatore Eugene Peter Geddes) e Bill Martindale. Il birrificio moderno fu aperto nel 1958 presso la Hunts Bay.